# Landesregierung Ilg II
Die Landesregierung Ilg II war die von 1949 bis 1954 tätige Vorarlberger Landesregierung. Als zweite demokratisch gewählte Regierung des Landes folgte sie am 14. November 1949 nach der Landtagswahl auf die Landesregierung Ilg I und wurde am 29. Oktober 1954 von der Landesregierung Ilg III abgelöst.
Aus der Landtagswahl in Vorarlberg 1949 ging die Österreichische Volkspartei mit ihrem Spitzenkandidaten Ulrich Ilg erneut als mandatsstärkste Partei mit absoluter Mehrheit hervor. Eine neue Partei, die Wahlpartei der Unabhängigen (WdU), konnte bei ihrem ersten Antreten bei der Landtagswahl auf Anhieb 22 % der Stimmen erreichen und wurde damit zweitstärkste Fraktion im Vorarlberger Landtag. Infolgedessen wurde die WdU als dritte Partei in die Regierung aufgenommen, wo sie vorerst einen Landesrat ohne Geschäftsbereich stellte. Die Regierungsmitglieder Ferdinand Ulmer und Adolf Vögel waren zugleich auch als Bundesräte bestellt worden (dritter Vorarlberger Bundesrat war Ernst Kolb).

## Regierungsmitglieder
| Amt               | Name             | Partei | Ressorts                                       |
| ----------------- | ---------------- | ------ | ---------------------------------------------- |
| Landeshauptmann   | Ulrich Ilg       | ÖVP    | Präsidium, Polizei, Land- und Forstwirtschaft  |
| Landesstatthalter | Martin Schreiber | ÖVP    | Gesetzgebung, Innere Angelegenheiten           |
| Landesrat         | Jakob Bertsch    | SPÖ    | Fürsorge und Gesundheitswesen, Landesanstalten |
| Landesrat         | Andreas Sprenger | ÖVP    | Schule und Kultur                              |
| Landesrat         | Eduard Ulmer     | ÖVP    | Wirtschaft und Verkehr, Vermögenssicherung     |
| Landesrat         | Ferdinand Ulmer  | WdU    | ohne Geschäftsbereich                          |
| Landesrat         | Adolf Vögel      | ÖVP    | Finanzen, Wasser-, Straßen- und Hochbau        |